# Quintus Ligarius
Quintus Ligarius, död 42 f.Kr., var en romersk general. Han anklagades för att ha motarbetat Julius Caesar i samband med inbördeskriget i provinsen Africa. Ligarius försvarades framgångsrikt av Cicero och benådades. Senare deltog Ligarius i sammansvärjningen för att mörda Caesar år 44 f.Kr.
Quintus Ligarius förekommer i William Shakespeares tragedi Julius Caesar.